# ワレーリー・ドミトリエフ
ワレーリー・ドミトリエフ（Valery Dmitriev、1984年10月10日 - ）は、カザフスタン、アルマトイ出身の自転車競技（ロードレース）選手。

## 来歴
1997年
- ヨーロッパユースオリンピック 個人タイムトライアル2位

2004年、現在のアスタナ・チームの前身、カペックに加入
- アジア自転車競技選手権大会 3位
- ジロ・デッレ・レジオーネ 区間優勝
- ラス・タイルティーン 区間2位

2005年
- ツアー・オブ・ギリシャ 総合優勝

2006年
- ツール・ドゥ・ガボン 区間2位
- ツール・ド・エジプト 区間1勝、総合3位
- ツアー・オブ・崇明島 区間2位

2007年
- ボルタ・ア・ガリシア 区間2位

2008年
- ジロ・デル・フリウリ・ベネチア・ジウリア 区間2位
- ブエルタ・ア・ナバラ 総合3位、区間2位
- シルクイト・モンタニス 区間2位

2010年
- ツアー・ダウンアンダー 山岳賞2位、区間10位